# Ecnomiohyla minera
Ecnomiohyla minera es una especie de anfibios de la familia Hylidae. Es endémica de Guatemala y el sur de Belice.
Su hábitat natural incluye montanos secos. Está amenazada de extinción por la destrucción de su hábitat natural.